# Francine Bergé
Francine Bergé (* 21. Juli 1938 in Neuilly-sur-Seine, Frankreich) ist eine französische Theater- und Filmschauspielerin.

## Leben
Francine Bergé kam 1938 im Pariser Vorort Neuilly-sur-Seine zur Welt. Bereits in jungen Jahren interessierte sie sich für die schönen Künste. Sie nahm Ballettunterricht und besuchte eine Schauspielschule. Nachdem sie dort erfolgreich ihren Abschluss gemacht hatte, wurde sie im Jahr 1959 in das Ensemble der Comédie-Française aufgenommen. Nach weniger als einem Jahr verließ sie das Theater, ging auf Tournee und trat in zahlreichen klassischen Bühnenstücken auf. Zu ihrem Repertoire gehörten seinerzeit Stücke von Jean Racine und Molière. Auch in Aufführungen von Werken von William Shakespeare war sie zu sehen, so in Romeo und Julia, Hamlet und Othello. Für ihre Titelrolle in Racines Bérénice erhielt sie 1970 den Preis des Syndicat de la critique Théâtre, Musique et Danse in der Kategorie Beste Darstellerin.
In Jean Renoirs Historienfilm Weiße Margeriten (1956) war sie in einer kleinen Nebenrolle neben Ingrid Bergman erstmals auf der Leinwand zu sehen. Ab den 1960er Jahren erhielt sie größere Rollen beim Film, so in Roger Vadims Schnitzler-Verfilmung Der Reigen (1964) und Jacques Rivettes Diderot-Adaption Die Nonne (1966). In Benjamin – Aus dem Tagebuch einer männlichen Jungfrau (1968) spielte sie an der Seite der französischen Stars Michèle Morgan, Michel Piccoli und Catherine Deneuve. Neben Alain Delon stand sie in Monsieur Klein (1976), Waffe des Teufels (1979) und Der Anwalt (1993) vor der Kamera. Seit den 1980er Jahren ist sie im Kino vornehmlich in Nebenrollen zu sehen. Zudem wirkte sie mehrfach in Fernsehproduktionen mit, so auch in sechs Folgen der Fernsehserie Clara Sheller – Verliebt in Paris (2005).
Auf der Bühne stand sie über die Jahre auch in Stücken zeitgenössischer Autoren wie Jean Anouilh, Éric-Emmanuel Schmitt und Thomas Bernhard. Zusammen mit François Nocher schrieb sie das Bühnenstück Je vous parle d’un temps.

## Filmografie (Auswahl)
- 1956: Weiße Margeriten (Elena et les hommes)
- 1963: Die Abgründe (Les Abysses)
- 1963: Judex
- 1964: Der Reigen (La Ronde)
- 1966: Die Nonne (La Religieuse)
- 1968: Benjamin – Aus dem Tagebuch einer männlichen Jungfrau (Benjamin ou Les Mémoires d’un puceau)
- 1969: Bruno, das Sonntagskind (Bruno, l’enfant du dimanche)
- 1969: Catherine – Abenteuer und Leidenschaft im sinnesfrohen Paris (Catherine)
- 1972: Paulina 1880
- 1974: Madame Baptiste (TV-Film)
- 1976: Monsieur Klein (Mr. Klein)
- 1978: Aus dem Nest gefallen (Un ours pas comme les autres) (TV-Miniserie)
- 1978: Lulu (TV-Film)
- 1978: Eine einfache Geschichte (Une histoire simple)
- 1979: Waffe des Teufels (Le Toubib)
- 1981: Aimée
- 1983: Das Leben ist ein Roman (La Vie est un roman)
- 1985–1988: Die Fälle des Monsieur Cabrol (Les Cinq dernières minutes) (TV-Serie, zwei Folgen)
- 1993: Der Anwalt (Un crime)
- 1994: Germaine und Benjamin (Du fond du coeur)
- 1997: Der siebte Himmel (Le Septième ciel)
- 1999: Die Unzertrennlichen (Inséparables)
- 1999: Kennedy und ich (Kennedy et moi)
- 2000: Confort moderne
- 2000: Die purpurnen Flüsse (Les Rivières pourpres)
- 2001: Sauvage innocence
- 2004: Im Spiegel des Bösen (À ton image)
- 2005: Clara Sheller – Verliebt in Paris (Clara Sheller) (TV-Serie, sechs Folgen)
- 2006: Avocats & associés (TV-Serie, eine Folge)
- 2009: SoeurThérèse.com – Crime d’amour (TV-Reihe, eine Folge)
- 2011: Zwischen den Fronten (Amoureuse) (TV-Film)
- 2012: Plus belle la vie (TV-Serie, 17 Folgen)
- 2013: Il faut marier maman (TV-Film)
- 2017: Numéro une
- 2021: Police de caractères – Post Mortem (TV-Reihe, eine Folge)
- 2023: Le Grand Chariot
- 2023: Alphonse (TV-Miniserie)

## Auszeichnungen
- 1970: Preis des Syndicat de la critique Théâtre, Musique et Danse in der Kategorie Beste Darstellerin für Bérénice von Jean Racine[2]
- 2003: Nominierung für den Molière in der Kategorie Beste Hauptdarstellerin für Jeux de scène von Victor Haïm[3]
- 2016: Nominierung für den Molière in der Kategorie Beste Hauptdarstellerin für Bettencourt Boulevard ou Une histoire de France von Michel Vinaver[3]
- 2019: Nominierung für den Molière in der Kategorie Beste Hauptdarstellerin für L’Échange von Paul Claudel[3]